# VV Texel '94
V.V. Texel ’94 is een Nederlandse amateurvoetbalclub uit Den Burg op het eiland Texel. De club ontstond in augustus 1994 uit de fusie tussen SV Texel en VV Texelse Boys en geldt als de grootste voetbalvereniging van Texel. De clubkleuren zijn blauw met groen. Het eerste elftal komt vanaf 2023/24 weer uit in de Derde klasse zondag.

## Historie
V.V. Texel ’94 is opgericht in 1994 door een fusie van het in 1912 opgerichte SV Texel en uit 1932 stammende Texelse Boys. Na een periode van grote bloei van beide verenigingen vond er eind jaren-80 een behoorlijk verloop van oudere spelers plaats. Dit leidde in 1994 tot een fusie van beide verenigingen. Door een financiële impuls van de gemeente Texel werd het in 1999 mogelijk op Sportpark-Zuid een nieuw multifunctioneel sportcomplex te realiseren. Op dit sportcomplex wordt ook atletiek en wielrennen beoefend.

## Standaardelftal
In het seizoen 2012/13 liep de ploeg het kampioenschap in de Vierde klasse mis na een 1-2 verlies in een beslissingswedstrijd tegen JVC, de promotie naar de Derde klasse werd alsnog bewerkstelligd doordat de nacompetitie met winst werd afgesloten.

### Competitieresultaten 1995–2023
| 3 4A |

| 4 4A |

| 3 4B |

| 3 4A |

| 8 4A |

| 1 4A |

| 8 3A |

| 11 3A |

| 9 4A |

| 6 4A |

| 13 4A |

| 11 5A |

| 4 5A |

| 2 5A |

| 11 4A |

| 3 5A |

| 6 4A |

| 2 4A |

| 2 4A |

| 2 3A |

| 11 3A |

| 9 3A |

| 2 3A |

| 12 2A |

| 14 3A |

| -- 4A |

| -- 4A |

| 5 4A |

| 1 4A |

| Tweede klasse | Derde klasse | Vierde klasse | Vijfde klasse |

2013: de beslissingswedstrijd op 16 mei bij Z.A.P. om het klassekampioenschap in 4A werd met 1-2 verloren van JVC Julianadorp.
2017: de beslissingswedstrijd op 18 mei bij SRC om het klassekampioenschap in 3A werd met 2-0 gewonnen van SV Spartanen.
In elke staaf van de grafiek staat van boven naar beneden vermeld: 
- Eindnotering

Dit is de positie die de club heeft bereikt in de competitie, zonder eventuele beslissings-, play-off- of nacompetitiewedstrijden die nodig zijn geweest om bijvoorbeeld de kampioen van de competitie te bepalen.
Indien een * achter het getal staat is de notering een tussenstand en kan het zijn dat de notering niet overeenkomt met de uiteindelijke eindstand van de competitie.
Staat er een - dan is het seizoen nog bezig en is er geen definitieve uitslag bekend.
Staat er xx op de positie van de notering, dan heeft de club vroegtijdig de competitie verlaten. Dit kan onder andere komen door terugtrekking van het team, faillissement van de club of door een uitgedeelde straf van de KNVB. In veel gevallen staat elders in het artikel de reden vermeld.
Staat er een ? dan is het resultaat uit het verleden onbekend, en is alleen de competitie of het niveau bekend van dat seizoen.
In de seizoenen 2019/20 en 2020/21 werd wegens de coronacrisis het amateurvoetbal afgebroken. Daardoor kennen deze staven geen eindklassering (middels -- weergegeven).
- Competitieniveau en afdelingsletter of Officiële eindstand Eredivisie
  - Competitieniveau en afdelingsletter

Hierbij geeft het getal het niveau weer, dat ook terug te vinden is in de legenda. De letter is de afdelingsaanduiding en wordt gebruikt wanneer er meer afdelingen zijn op hetzelfde niveau. De afdelingsletter is altijd een hoofdletter en wordt meestal zonder nummer gebruikt.
Voorbeeld: 2F is niveau 2e klasse competitie F.
Het competitieniveau en nummer wordt niet vermeld wanneer er slechts één competitie van dit niveau was.
  - Officiële eindstand Eredivisie (getal staat tussen haakjes vermeld)

Sinds de introductie van play-offwedstrijden voor Europees voetbal na afloop van de reguliere competitie in 2005/06, is de KNVB verplicht een eindstand van de Eredivisie door te geven aan de UEFA aan de hand van deze play-offwedstrijden.
Bij deze eindstand staan clubs die zich hebben gekwalificeerd voor Europees voetbal hoger dan clubs die zich niet wisten te kwalificeren. Indien er geen verschil was tussen de eindnotering en de officiële eindstand, staat dit getal niet vermeld.

- Onderafdeling

Hier staat afgekort de naam van de onderafdeling indien de club in dat jaar in een onderafdeling uitkwam. Tevens staat deze afkorting in de legenda en wordt gelinkt naar het artikel over deze onderafdeling. Deze afkorting wordt alleen vermeld wanneer de club in het verleden in verschillende onderafdelingen heeft gespeeld. Deze vermelding is in de staaf altijd in kleine letters. Deze onderafdelingen zijn na het seizoen 1995/96 afgeschaft. Heeft de club in slechts één onderafdeling gespeeld, dan is dit alleen terug te vinden in de legenda.
Onder de staaf staat het jaartal vermeld waarin het seizoen is afgesloten. 15 verwijst naar het seizoen 2014/15 of eventueel het seizoen 1914/15.
Wanneer een staaf leeg is, zijn deze gegevens niet bekend. Het kan ook zijn dat de club dat seizoen niet heeft meegespeeld op het hogere amateurniveau, vroegtijdig de competitie heeft verlaten of uit de competitie is gezet.

In het seizoen 1944/45 was er wegens de Tweede Wereldoorlog geen regulier competitievoetbal.

## Zaalvoetbal
De vereniging is ook actief in het zaalvoetbal. Het eerste mannenteam promoveerde in 2015 voor het eerst naar de Eerste divisie (het tweede niveau in Nederland). In het eerste seizoen in deze divisie plaatste het team zich gelijk voor de nacompetitie om promotie naar de Eredivisie. Ook in de jaren 2017, 2018 en 2019 plaatste Texel’94 zich voor de nacompetitie. In 2019 kwam de ploeg het dichtst bij de promotie, maar strandde het in de finale na strafschoppen tegen White Stones. In het seizoen 2019/20 werd de kwartfinale bereikt van de KNVB -beker, waarin het verloor van eredivisionist Hovocubo. In 2020 werd voor het eerst de Eredivisie bereikt. Texel ‘94 stond op de tweede plaats in de Eerste divisie toen de competitie vanwege de coronacrisis werd beëindigd. De KNVB besloot later om de Eredivisie uit te breiden met vier extra teams en daar profiteerde Texel ‘94 van.
Op 5 september 2020 debuteerde Texel ‘94 in de Eredivisie met een 9-3 overwinning op ZVV Volendam. Het debuutseizoen in de Eredivisie eindigde al na vijf wedstrijden, de competitie werd door de coronacrisis voortijdig beëindigd, hierdoor handhaafde Texel ‘94 zich automatisch.
In het tweede seizoen in de Eredivisie eindigde Texel ‘94 op de 12e plaats van 16 teams in de eerste fase van de competitie. In de tweede fase speelde Texel ‘94 daarom in de degradatiegroep waarin handhaving in de eredivisie op het spel stond, de nummers 15 en 16 zouden degraderen. Texel ‘94 eindigde in de degradatiegroep op de 5e plaats, wat een 13e plaats in de totaalstand betekende. Dit was voldoende voor directe handhaving en daardoor speelt Texel ‘94 ook in het seizoen 2022/23 in de Eredivisie.
In het seizoen 2022/23 wist Texel ‘94 op de laatste speeldag directe degradatie te voorkomen, door twee clubs onder zich te houden. In de nacompetitie volgde alsnog degradatie naar de eerste divisie. In 2023/24 werd de nacompetitie om promotie gehaald, maar daarin werd geen promotie behaald. In het seizoen 2024/25 komt Texel’94 wederom uit in de eerste divisie. 

#### Competitieresultaten 2020–2024
| 2* |

| -- |

| 13 |

| 14 |

| 3 |

|  |

| Eredivisie Topdivisie | Eerste divisie | Hoofdklasse |

In elke staaf van de grafiek staat van boven naar beneden vermeld: 
- Eindnotering

Dit is de positie die de club heeft bereikt in de competitie, zonder eventuele beslissings-, play-off- of nacompetitiewedstrijden die nodig zijn geweest om bijvoorbeeld de kampioen van de competitie te bepalen.
Indien een * achter het getal staat is de notering een tussenstand en kan het zijn dat de notering niet overeenkomt met de uiteindelijke eindstand van de competitie.
Staat er een - dan is het seizoen nog bezig en is er geen definitieve uitslag bekend.
Staat er xx op de positie van de notering, dan heeft de club vroegtijdig de competitie verlaten. Dit kan onder andere komen door terugtrekking van het team, faillissement van de club of door een uitgedeelde straf van de KNVB. In veel gevallen staat elders in het artikel de reden vermeld.
Staat er een ? dan is het resultaat uit het verleden onbekend, en is alleen de competitie of het niveau bekend van dat seizoen.
In de seizoenen 2019/20 en 2020/21 werd wegens de coronacrisis het amateurvoetbal afgebroken. Daardoor kennen deze staven geen eindklassering (middels -- weergegeven).
- Competitieniveau en afdelingsletter of Officiële eindstand Eredivisie
  - Competitieniveau en afdelingsletter

Hierbij geeft het getal het niveau weer, dat ook terug te vinden is in de legenda. De letter is de afdelingsaanduiding en wordt gebruikt wanneer er meer afdelingen zijn op hetzelfde niveau. De afdelingsletter is altijd een hoofdletter en wordt meestal zonder nummer gebruikt.
Voorbeeld: 2F is niveau 2e klasse competitie F.
Het competitieniveau en nummer wordt niet vermeld wanneer er slechts één competitie van dit niveau was.
  - Officiële eindstand Eredivisie (getal staat tussen haakjes vermeld)

Sinds de introductie van play-offwedstrijden voor Europees voetbal na afloop van de reguliere competitie in 2005/06, is de KNVB verplicht een eindstand van de Eredivisie door te geven aan de UEFA aan de hand van deze play-offwedstrijden.
Bij deze eindstand staan clubs die zich hebben gekwalificeerd voor Europees voetbal hoger dan clubs die zich niet wisten te kwalificeren. Indien er geen verschil was tussen de eindnotering en de officiële eindstand, staat dit getal niet vermeld.

- Onderafdeling

Hier staat afgekort de naam van de onderafdeling indien de club in dat jaar in een onderafdeling uitkwam. Tevens staat deze afkorting in de legenda en wordt gelinkt naar het artikel over deze onderafdeling. Deze afkorting wordt alleen vermeld wanneer de club in het verleden in verschillende onderafdelingen heeft gespeeld. Deze vermelding is in de staaf altijd in kleine letters. Deze onderafdelingen zijn na het seizoen 1995/96 afgeschaft. Heeft de club in slechts één onderafdeling gespeeld, dan is dit alleen terug te vinden in de legenda.
Onder de staaf staat het jaartal vermeld waarin het seizoen is afgesloten. 15 verwijst naar het seizoen 2014/15 of eventueel het seizoen 1914/15.
Wanneer een staaf leeg is, zijn deze gegevens niet bekend. Het kan ook zijn dat de club dat seizoen niet heeft meegespeeld op het hogere amateurniveau, vroegtijdig de competitie heeft verlaten of uit de competitie is gezet.

In het seizoen 1944/45 was er wegens de Tweede Wereldoorlog geen regulier competitievoetbal.

## Bekende (oud-)spelers en trainers
SV De Koog · SV Oosterend · VV Texel '94 · SV ZDH

Opgeheven: SVC · SV Texel · VV Texelse Boys